# Glorious Game
Glorious Game è un album in studio collaborativo del gruppo musicale soul statunitense El Michels Affair, e del rapper statunitense Black Thought pubblicato il 14 aprile 2023 dalla Big Crown Records.

## Descrizione

### Antefatti
L'11 gennaio 2023, Black Thought ha annunciato che un album collaborativo fatto in collaborazione con El Michels Affair intitolato Glorious Game sarebbe stato rilasciato il 14 aprile 2023. Lo stesso giorno, pubblicò il primo singolo estratto, ovvero Grateful. Secondo la stampa, il progetto iniziò nel 2020, durante la Pandemia di COVID-19. Questo album contiene presenze di collaboratori stretti del gruppo El Michels Affair e altri artisti correlati all'etichetta discografica Big Crown. Alcuni di questi sono: Lady Wray, Brainstory e Paul Spring.
Il 14 febbraio, venne pubblicato il secondo singolo, That Girl. Il 6 marzo, venne pubblicato il terzo singolo, Glorious Game con l'artista KIRBY. Il 29 marzo, venne pubblicato il quarto singolo, I'm Still Somehow.
L'album venne pubblicato il 14 aprile.

### Contenuti
Black Thought ha descritto questo album come "uno dei suoi progetti più personali fino ad'oggi", e ha spiegato che l'intenzione dell'album fosse che ogni brano spiegasse una storia della/sulla sua vita. Durante la produzione di questo album, Leon Michels scrisse molte canzoni originali che furono successivamente campionate.

## Tracce
Testi di Black Thought, musiche di El Michels Affair.
1. Grateful – 2:51
2. Glorious Game (feat. KIRBY) – 3:53
3. I'm Still Somehow – 2:04
4. Hollow Way – 2:24
5. Protocol (feat. Son Little) – 2:56
6. The Weather – 2:59
7. That Girl – 2:10
8. I Would Never – 2:43
9. Alone – 2:06
10. Miracle – 2:32
11. Glorious Game (Reprise) – 1:23
12. Alter Ego (feat. Brainstory) – 3:10

Durata totale: 31:11